# 关志鸥
关志鸥（1969年12月20日—），中华人民共和国满族政治人物，辽宁沈阳人。先后就读于沈阳师范学院、沈阳农业大学及中国科学院沈阳应用生态所就读。现任自然资源部党组书记、部长，国家自然资源总督察，中共第二十届中央候补委员。

## 生平
1988年，在沈阳师范学院生物系学习。1992年，在沈阳农业大学农学系生态专业硕士研究生学习。1993年12月加入中国共产党。1995年参加工作，任沈阳市计委农经处工作人员、副主任科员。1997年，任沈阳市花卉研究所副所长。1997年，任沈阳市计委农经处副处长。2000年，任沈阳市计委农经处处长（1998年－2001年，在中国科学院沈阳应用生态所生态学专业在职研究生学习，获生态学博士学位）。2002年，任沈阳农业高新技术开发区管委会副主任。2005年，任沈阳市对外贸易经济合作局副局长、党组副书记。2006年，任沈阳市对外贸易经济合作局局长、党组书记。2007年，任中共法库县委副书记，政府副县长、代县长、县长。2008年，任中共法库县委书记。2010年，任沈阳市规划和国土资源局（市地理信息局）局长、党组书记。2013年1月，任沈阳市人民政府副市长。
2015年7月，任辽宁省农村经济委员会主任、党组书记。2015年12月，任辽宁省人民政府党组成员、办公厅党组书记，辽宁省农村经济委员会主任、党组书记。2016年1月，任辽宁省人民政府党组成员、秘书长、办公厅党组书记。2016年12月，任中共辽宁省委常委，次月兼任辽宁省总工会主席。2018年2月24日，当选为第十三届全国人大代表。2018年3月，转任中共山东省委常委，次月兼任宣传部部长。曾任山东第一医科大学（山东省医学科学院）首任党委书记。2020年5月15日，转任国家林业和草原局（国家公园管理局）党组书记、自然资源部党组成员；6月8日，担任该局局长。。
2024年12月10日，升任中华人民共和国自然资源部党组书记，晋升正部级。同月25日，正式被任命为自然资源部部长，成为彼时最年轻的国务院部委负责人。2025年1月7日，获兼任任命为国家自然资源总督察，同时免去国家林业和草原局局长职务。